# L'Écrivain public
Pour plus de détails, voir Fiche technique et Distribution.
L'Écrivain public est un film franco-suisse réalisé par Jean-François Amiguet et sorti en 1993.

## Synopsis
Jacques demande à un écrivain public d'écrire pour lui des lettres d'amour destinées selon lui à une belle inconnue.

## Fiche technique
- Réalisation : Jean-François Amiguet
- Scénario : Anne Gonthier
- Production : Erato Films, Zagora Films, Centre Européen Cinématographique Rhône-Alpes
- Producteurs : Bertrand Liechti, Daniel Toscan du Plantier
- Lieu de tournage : Rhône-Alpes
- Image : Robert Alazraki
- Musique : William Sheller
- Durée : 82 minutes
- Date de sortie : 3 novembre 1993

## Distribution
- Robin Renucci : Jacques
- Anna Galiena : Fanny
- Laurent Grévill : Michel
- Florence Pernel : Martine
- Catherine Epars : Christine
- Michel Etcheverry : Le professeur
- Monique Mélinand : La dame
- Xavier Massé : Le monsieur
- Philippe Vacher : Le médecin
- Valérie Maechler : La voisine
- Emmanuel Courcol : Le conducteur

## Distinctions
- Le film a reçu une mention spéciale du jury au Festival international du film de Locarno
- William Sheller a reçu la victoire de la musique 1994 pour la musique du film.